# 미야고
미야고(일본어: 宮号)는 일본 황실에서 한 미야케의 당주인 남성 황족에게 주어지는 칭호이다. "~노미야" 꼴을 갖춘다.
일본의 황족 남자가 혼인을 하거나, 미야케를 신설해 황실 본가에서 독립할 때 천황이 하사하는 칭호이다. 궁호는 한 미야케의 남자 장손에게 대대로 세습된다. 궁호를 갖고 있는 사람은 "OOO노미야 XXX"라고 부르며, 그 아내는 "OOO노미야 ~ XXX비"라고 부른다. "OOO노미야"는 영어로 표기할 때는 "Prince OOO"로 쓰며, 그 아들들인 "OOO노미야 XXX친왕/내친왕"은 "Prince/Princess XXX of OOO"라 표기한다. 미야케를 신설해 본가에서 독립하는 경우로는 보통 혼인을 거친 경우가 많지만, 미카사노미야 다카히토 친왕의 아들인 노부히토는 결혼하지 않은 채 미야케를 창설하여 가쓰라노미야 요시히토 친왕로 불렸다.

## 같이 보기
- 궁호 (조선)
- 칭호